# Chondrolepis cynthia
Chondrolepis cynthia är en fjärilsart som beskrevs av Evans 1936. Chondrolepis cynthia ingår i släktet Chondrolepis och familjen tjockhuvuden. Inga underarter finns listade i Catalogue of Life.